# 方叔

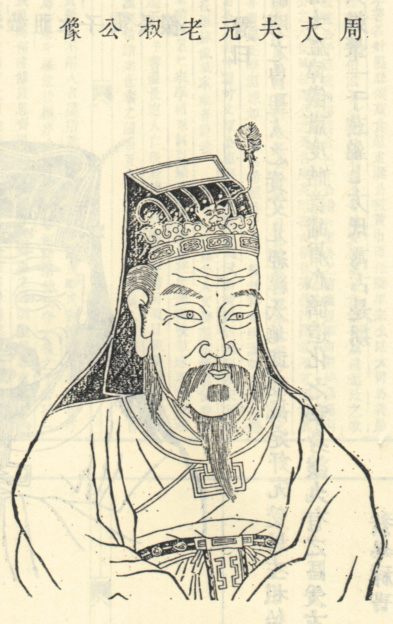
方叔

方叔（?—?），姬姓，周宣王时代周朝大臣，讨伐猃狁有功。前823年，方叔南征楚国荆蛮大胜而还。方叔与仲山甫、尹吉甫辅助宣王中兴。方叔成为了方姓始祖之一。